# Heliastus speciosa
Heliastus speciosa är en insektsart som först beskrevs av Walker, F. 1870.  Heliastus speciosa ingår i släktet Heliastus och familjen gräshoppor. Inga underarter finns listade i Catalogue of Life.